# Naoya Urata
Naoya Urata es un artista japonés nacido el 10 de noviembre de 1982 en la famosa capital japonesa, Tokio. Actualmente es el miembro más "viejo" del grupo musical japonés AAA:_Attack_All_Around. Mide 177 cm.

## Trabajos
Entre sus trabajos destaca su aparición como bailarín en el Dome Tour (2001) y en el Stadium Tour de la famosa cantante japonesa Ayumi Hamasaki. Además ha aparecido en vídeos como Grateful Days de Ayumi Hamasaki, Tándem de Halcali y Eventful de Ami Suzuki.
Ha participado en una película llamada Heat Island (2007).

## Perfil
- Nombre: Naoya Urata (浦田直也)
- Fecha de nacimiento: 1982/11/10
- Altura: 177 cm
- Tipo de Sangre: B
- Nació en: Tokio, Japón
- Apodo: Líder, Urara, Swallow
- Colores favoritos: Blanco, amarillo fluorescente, verde y plata
- Comida favorita: ramen
- Marca Favorita: NUMBER (N) INE
- Hobbies: cocinar
- Frase preferida: bon appétit

- Datos: Q1045223